# Ula Stöckl
Ula Stöckl (Ulma, 5 febbraio 1938) è una regista, sceneggiatrice e attrice tedesca.
Le tematiche principali della sua produzione sono improntate al femminismo.

## Biografia

### Origini famigliari e giovinezza
Ula Stöckl è nata a Ulma nel 1938 da Alfons Stöckl e Katharina Kreis. Suo padre era un suonatore professionista di clarinetto in un'orchestra,  che fu richiamato alle armi durante la Seconda guerra mondiale ma sopravvisse. Dopo la fine delle ostilità, le retribuzioni dei membri dell'orchestra di suo padre furono dimezzare, cosa che spinse la madre di Ula a impiegarsi nell'industria tessile per sostenere il bilancio familiare. Molti dei più vividi ricordi d'infanzia di Ula si riferiscono alle esperienze della sua famiglia durante la guerra, come il bombardamento di Ulma, in cui, stringendosi alla madre con la sua sorella minore, guardavano tutte insieme la città in fiamme una notte dopo l'altra. Il 17 dicembre 1944 la loro casa fu distrutta assieme alla zona circostante: tra i danni collaterali si annoverarono la morte di tre tra fratelli e sorelle, ma i suoi genitori erano sopravvissuti. Nei mesi successivi s'installarono in diverse piccole camere; arrivarono poi l'epidemia influenzale e la carestia dell'inverno del 1946. Nel 1948 nacque un'altra sorella, che non la rese più l'unica figlia sopravvissuta dei suoi genitori e rappresentò in qualche modo un nuovo inizio per la famiglia. Ula lasciò la scuola nel 1954 e fu istruita per lavorare come segretaria , che sarebbe rimasto la sua principale fonte di reddito fino al 1963.   A febbraio 1958 iniziò dei corsi di lingue a Parigi e Londra.  Tra il 1961 e il 1963 lavorò come segretaria esecutiva trilingue.  Tra maggio e agosto 1963 lavorò come assistente editoriale con la casa editrice DM-Verlag a Sandweier, presso Baden-Baden.

### Studi
Nel 1963 la Stöckl s'iscrisse all'Institut für Filmgestaltung ("Istituto per la realizzazione di film"), un dipartimento della scuola di design (Hochschule für Gestaltung) che era stata fondata dieci anni prima a Ulma, e che si era fatta una buona reputazione per i suoi metodi d'insegnamento innovativi. Fu la prima alunna di sesso femminile ammessa al corso, che portò a termine nel 1968.
Realizzò il suo primo film, Antigone, nel 1964, come parte del suo corso, utilizzando una cinepresa muta da 35 mm di marca Arri.  Lungo solo 7 minuti, si tratta di un film necessariamente riassuntivo, mostrando solo alcunid ei momenti chiave del mito greco sul quale si basa. il film della sua laurea, The Cat Has Nine Lives (Neun Leben hat die Katze) (1968: "Il gatto ha nove vite"), acquisì successivamente uno stato di culto tra i suoi ammiratori, alcuni dei quali lo videro come "il primo film femminista della Germania Ovest". Queste due produzioni identificarono i temi e tracciarono la via per gran parte del lavoro successivo della Stöckl. Non riuscì ad avere subito una distribuzione regolare a causa dell'insolvenza del distributore selezionato, ma i critici e gli studiosi successivi hanno testimoniato il suo significato duraturo.

### Carriera cinematografica
Nel 1968 Ula Stöckl fondò la sua personale compagnia di produzione, l'Ula Stöckl Filmproduktion.  L'anno dopo si associò a Edgar Reitz per produrre Die Geschichten vom Kübelkind ("Racconti della bambina della pattumiera"), un film di 22 episodi sulla vita di una ragazza che non si conforma alle regole di una società civile.  Reitz lo descrisse come la storia di una "persona infantile e mostruosa, perversa e multiforme" ("...polymorph-perversen, infantilen, monströsen Person...") ma che mostrava anche come una tale combinazione di caratteristiche possa essere instillata da una successione di esperienze che hanno messo una bambina a dura prova. Pensato inizialmente per essere proiettato in cinema sperimentali, a partire dal 1971 alcuni dei suoi episodi iniziarono ad essere trasmessi in televisione, raggiungendo così un pubblico più generalista e allargando la notorietà dei due coproduttori. Kübelkind fu parte di una nuova ondata di film provenienti da una giovane generazione di produttori, spesso riuniti sotto la definizione di "Nuovo cinema tedesco".
Negli anni Settanta lavorò quasi esclusivamente a film per la televisione, e gran parte dei suoi interessi professionali continuarono ad essere focalizzati sul piccolo schermo nei due decenni successivi. La sua tematica principale era spesso quella del conflitto tra le persone, visto dalla prospettiva delle donne e dei bambini secondo il suo caratteristico stile. Si preoccupava di mostrare più punti di vista e metteva i suoi personaggi a fronte di problemi pressoché insormontabili.
Nel 1984 tornò al cinema con una delle sue produzioni più acclamate, Der Schlaf der Vernunft ("Il sonno della ragione"). I temi erano i soliti, ma a questo punto stava lavorando con un livello di sicurezza e fiducia nei propri mezzi che portò i critici ad essere un po' meno inclini a mettere in discussione le varie stravaganze dell'approccio usato. Un'altra pietra miliare nella carriera cinematografica della Stöckl fu Das alte Lied ("La vecchia canzone"), uscito nel 1992.  Rivisitando ancora una volta il tema prediletto del conflitto nelle relazioni umane, si occupò anche di alcuni dei problemi nati dalla riunificazione tedesca, toccando degli argomenti che all'epoca erano sensibili per moltissimi suoi connazionali. Das alte Lied era, e probabilmente rimarrà, l'ultimo film cinematografico della Stöckl.
Nel 2015 proseguì e portò a termine il progetto di film documentari Die Widerständigen ("Gli opponenti") di Katrin Seybold, rimasto incompiuto dopo la morte di questa, con il secondo episodio intitolato Die Widerständigen – „also machen wir das weiter …“.

### Teatro
Ula Stöckl si è occupata di teatro solo per un breve periodo. Nel 1974 produced con Rainer Werner Fassbinder il dramma di August Strindberg La signorina Julie al Theater am Turm di Francoforte sul Meno. Per diverse ragioni, l'esperienza non fu del tutto felice.

### Insegnamento
La Stöckl è stata docente a contratto presso la Deutsche Film- und Fernsehakademie Berlin e, negli Stati Uniti, alla Hollins University di Roanoke in Virginia.  Dal 2004 tiene dei corsi alla sede di Orlando della University of Central Florida in cui si focalizza sulla regia e sulla produzione, inevitabilmente, sul ruolo delle donne nei film.

### Festival cinematografici
Ha mostrato una particolare applicazione ai festival cinematografici, attraverso i quali è capace anche di propagandare i suoi obiettivi sociali di stampo femminista. Per 15 anni dopo la fondazione nel 1978 è stata strettamente collegata al Festival international de films de femmes de Créteil di Créteil presso Parigi. Dal 1982 ha lavorato per il Festival di Berlino, ritagliandosi un ruolo come moderatrice e presentatrice delle conferenze stampa e dei dibattiti pubblici del festival. Per un paio d'anni tra il 2002 e il 2004 fu impiegata anche come consulente programmatica nel comitato selezionatore della Mostra internazionale d'arte cinematografica di Venezia.

## Filmografia

### Regista e sceneggiatrice
- Antigone, cortometraggio (1964)
- Haben sie Abitur?, cortometraggio (1965)
- Sonnabend Abend 17 Uhr, cortometraggio (1966)
- Mahlzeiten (1967), condiretto con Edgar Reitz
- The Cat Has Nine Lives (Neun Leben hat die Katze) (1968)
- Geschichten vom Kübelkind, condiretto con Edgar Reitz (1970)
- La cosa d'oro (Das goldene Ding), film TV condiretto con Edgar Reitz, Alf Brustellin e Nikos Perakis (1970)
- Himhexen, film TV (1971)
- Der kleine Löwe und die Großen, film TV (1973)
- Ein ganz perfektes Ehepaar, film TV (1973)
- Hase und Igel, film TV (1974)
- Popp und Mingel, film TV (1975)
- Erikas Leidenschaften, film TV (1976)
- Eine Frau mit Verantwortung, film TV (1978)
- Den Vätern vertrauen, gegen alle Erfahrung, quarto episodio della serie TV Die Erbtöchter (1982)
- Der Schlaf der Vernunft (1984)
- Jakobs Tauben oder Zoff in Morgen Schon, film TV (1984)
- Grundsätzlich gleichberechtigt e Hört uns denn niemand?, documentari televisivi, parte della serie Unerhört – Die Geschichte der deutschen Frauenbewegung von 1830 bis heute (1987)
- Das alte Lied...  (1991)
- Herzkurve, documentario televisivo, parte della serie Lebensklinien (1993)
- Die wilde Bühne, film TV (1993)

### Regista
- Miniaturen, cortometraggio (1965)
- Das schwache Geschlecht muß stärker werden / Weibergeschichten, documentario televisivo, regia di un episodio (1969)
- Jakobs Tauben oder Zoff in Morgen Schon, film TV (1984)
- Rede nur niemand von Schicksal (1991)
- Die Widerständigen – „also machen wir das weiter …“, documentario (2015)

### Sceneggiatrice
- Die Schildkröte, film TV (1974)

### Attrice e produttrice
- Palermo o Wolfsburg, regia di Werner Schroeter (1981)
- Freak Orlando, regia di Ulrike Ottinger (1981)
- Tag der Idioten, regia di Werner Schroeter (1981)
- Oranisches Tor, film TV, regia di Lily Grote (1985)

### Produttrice
- Haben sie Abitur?, cortometraggio, co-produttrice (1965)
- The Cat Has Nine Lives (Neun Leben hat die Katze), co-produttrice (1968)
- Himhexen, film TV (1971)
- Der kleine Löwe und die Großen, film TV (1973)
- Ein ganz perfektes Ehepaar, film TV (1973)
- Hase und Igel, film TV (1974)
- Erikas Leidenschaften, film TV (1976)
- Den Vätern vertrauen, gegen alle Erfahrung, quarto episodio della serie TV Die Erbtöchter (1982)
- Der Schlaf der Vernunft (1984)
- Jakobs Tauben oder Zoff in Morgen Schon, film TV (1984)
- Grundsätzlich gleichberechtigt e Hört uns denn niemand?, documentari televisivi, parte della serie Unerhört – Die Geschichte der deutschen Frauenbewegung von 1830 bis heute (1987)

## Riconoscimenti (selezione)
- 1968 – Kuratorium junger deutscher Film
  - Premio alla miglior sceneggiatura per The Cat Has Nine Lives (Neun Leben hat die Katze)[20]
- 1985 – Preis der deutschen Filmkritik
  - Premio al miglior film per Der Schlaf der Vernunft
- 1985 – Deutscher Filmpreis
  - Nastro d'argento al miglior film per "Der Schlaf der Vernunft"[6]
- 1999 – Premio Konrad Wolf
  - Premio per la sua opera complessiva[6]